# Эмхофф, Даг
Дуглас Крейг Эмхофф (родился 13 октября 1964 года) — американский юрист, Второй джентльмен Соединённых Штатов с 20 января 2021 года по 20 января 2025 г. Женат на 49-м вице-президенте США Камале Харрис. Как первый в истории муж вице-президента США, Эмхофф является первым Вторым джентльменом в американской истории. Кроме того, до Эмхоффа среди спутников жизни президентов и вице-президентов США не было евреев.
Эмхофф начал свою карьеру юристом в сфере индустрии развлечений, был партнёром DLA Piper. Он также является почетным приглашённым профессором Джорджтаунского университета.

## Биография
Эмхофф родился в Бруклине, в семье еврейских родителей Барбары и Майкла Эмхофф. У него есть брат Энди и сестра Джейми. С 1969 по 1981 год он рос в Матаване и Олд Бридж Тауншип, штат Нью-Джерси, и учился в Средней школе Сидар-Ридж. Когда ему было 17 лет, он вместе с семьей переехал в Калифорнию, где окончил среднюю школу. Он получил степень бакалавра гуманитарных наук в Калифорнийском государственном университете в Нортридже и докторскую степень в юридической школе USC Gould в 1990 году.
До Камалы Харрис Эмхофф был супругом продюсера Керстин Эмхофф, с которой разошёлся в 2008. Дуг Эмхофф и Камала поженились 22 августа 2014 года; брачную церемонию провела сестра Камалы Харрис — Майя Харрис. У Эмхоффа двое детей — Коул и Элла, с которыми Камала Харрис находится в дружеских отношениях.
Эмхофф начал свою карьеру в судебной группе Pillsbury Winthrop. В конце 1990-х он перешел в бутик-фирму Belin Rawlings & Badal. Он открыл свою собственную фирму с Беном Уитвеллом в 2000 году, которая была приобретена Venable LLP в 2006 году. Среди его клиентов были Walmart и Merck. Наличие среди клиентов Venable фирмы «Гербалайф» вызвало подозрения по поводу конфликта интересов, когда в 2015 году прокуратура Калифорнии, которую на тот момент возглавляла Харрис, отказалась открыть расследование против «Гербалайфа» по обвинению в мошенническом маркетинге, хотя Эмхофф, по утверждению Venable, лично не занимался этим делом.
Эмхофф присоединился к DLA Piper в качестве партнёра в 2017 году, работая в офисах в Вашингтоне, округ Колумбия, и Калифорнии. После объявления о том, что его жена будет кандидатом в вице-президенты в ходе кампании Джо Байдена на президентских выборах в США в 2020 году, Эмхофф взял отпуск в фирме. После выигрыша Байдена Эмхофф покинул DLA Piper до Дня инаугурации, чтобы избежать конфликта интересов.
В декабре 2020 года Юридический центр Джорджтаунского университета объявил, что Эмхофф присоединится к преподавательскому составу школы в качестве почётного гостя и в качестве почётного научного сотрудника Института технологического права и политики.